# Кунле Олукотун
Кунле Олукотун (англ. Oyekunle Ayinde (Kunle) Olukotun) — пионер создания многоядерных микропроцессоров, профессор в области электротехники и компьютерных наук в Стэнфордском университете, директор Лаборатории параллелизма (Pervasive Parallelism Laboratory) в Стэнфорде.
Олукотун окончил аспирантуру в Calvin College, шт. Мичиган, США, а докторскую в области компьютерной инженерии защитил в Мичиганском университете под руководством Тревора Маджа (Trevor N. Mudge).
В середине 90-х годов 20-го века он и его единомышленники утверждали, что многоядерные микропроцессоры гораздо лучше могут использовать аппаратные средства и масштабировать производительность, чем традиционные суперскалярные процессоры. В 1996 году Олукотун и его команда представили экспериментальный процессор Hydra с 4 ядрами на основе MIPS-спецификации, размещёнными на одном кремниевом кристалле.
В 2000 году, оставаясь одновременно профессором в Стэнфорде, Олукотун основал компанию Afara Websystems, которая разрабатывала и изготавливала многоядерные процессоры на основе спецификации SPARC, предназначавшиеся для дата-центров, где особенно остро ощущались на тот момент трудности с увеличением вычислительных мощностей серверов при сохранении приемлемого уровня энергопотребления. Компания Afara была приобретена компанией Sun Microsystems в 2002 году. Работая в Sun, Олукотун был одним из архитекторов процессора UltraSPARC T1, представленного на рынке в 2005 году, в котором были реализованы его идеи многоядерности (CMP, chip-level multiprocessing) и аппаратной поддержки одновременной многопоточности (SMT).
В 2008 году Олукотун вернулся в Стэнфорд и открыл там лабораторию Pervasive Parallelism Laboratory, на средства в размере 6 миллионов долларов, выделенные несколькими компьютерными компаниями. Его недавние работы связаны с предметно-ориентированными языками, которые позволяют легко адаптировать алгоритмы под различные параллельные аппаратные средства, включая многоядерные системы, графические процессоры и программируемые матрицы.
Олукотун также входит в совет консультантов компании UDC — нигерийской венчурной компании. В 2006 году он был избран членом (Fellow) Ассоциации вычислительной техники, за его «вклад в создание мультипроцессоров на одном кристалле и разработку многопоточных процессоров». В 2008 году он стал членом IEEE.
Олукотун использовал некоторые слова из африканских языков в своих исследованиях и разработках. Слово «Afara», использованное в названии его компании Afara Websystems, означает «мост» на языке йоруба. Свои сервера в Стэнфорде он назвал Ogun в честь йорубского бога железа и стали, намекая на игру слов, когда большие сервера было принято называть «большим железом».
На имя Олукотуна зарегистрировано 12 патентов в США. Он опубликовал более 150 научных работы и написал два учебника.